# Giuseppe Pancera
Giuseppe Pancera (San Giorgio in Salici, 10 de enero de 1899 – Castelnuovo del Garda, 19 de abril de 1977) fue un ciclista italiano que fue profesional entre 1925 y 1934.

## Palmarés
1926
- Coppa Bernocchi

1927
- Coppa Bernocchi
- Carrera del XX de septiembre

1928
- 1 etapa de la Volta a Cataluña
- 2.º en el Giro de Italia

1929
- 2.º en el Tour de Francia

1930
- 3 etapas de la Volta a Cataluña

## Resultados en Grandes Vueltas
Durante su carrera deportiva ha conseguido los siguientes puestos en las Grandes Vueltas:
| Carrera         | 1925 | 1926 | 1927  | 1928  | 1929  | 1930 | 1931 | 1932 | 1933 | 1934 |
| --------------- | ---- | ---- | ----- | ----- | ----- | ---- | ---- | ---- | ---- | ---- |
| Giro de Italia  | 11.º | 12.º | '5.º' | '2.º' | '7.º' | -    | -    | -    | -    | 39.º |
| Tour de Francia | -    | -    | -     | -     | '2.º' | 20.º | Ab.  | 32.º | -    | -    |
| Vuelta a España | X    | X    | X     | X     | X     | X    | X    | X    | X    | X    |

-: no participa

Ab.: abandono

La Vuelta a España se celebra a partir de 1935.